# 수전 워치츠키
수전 워치츠키(영어: Susan Wojcicki, 1968년 7월 5일~2024년 8월 9일)는 미국의 기술 경영자, 기업인이다. 워치츠키는 구글 창업부터 참여하여 1999년 구글의 16번째 입사자로 최초의 마케팅 매니저가 되었다. 구글이 자체 개발한 구글 비디오 서비스를 담당하던 중 유튜브의 성공에 주목하여 2006년 구글의 유튜브 인수를 제안했다.

## 생애와 이력
러시아 유대인 교육자인 어머니 에스터 워치츠키(Esther Wojcicki)와 폴란드계 미국인 물리학 교수인 아버지 스탠리 워치츠키 사이에서 태어났다. 23andMe 설립자 앤 워치츠키와 자매다. 1990년 하버드대학교를 역사학과 문학 전공으로 졸업했고 구글에 합류하기 전에는 인텔에서 마케팅 담당자로 일했다.
콘텐츠 제작자와 플랫폼 간 광고 수익을 나누는 프로그램인 구글 애드센스를 기획했고 더블클릭과 유튜브를 인수하는 데도 결정적인 역할을 했다.
2017년 포브스의 '세계에서 가장 영향력 있는 여성' 6위에 선정되었다.

## 학력
- 하버드 대학교(B.A.)
- 캘리포니아 대학교 샌타크루즈(M.S.)
- UCLA 앤더슨 경영대학원(MBA)